# Pia Kjærsgaard
Pia Kjærsgaard é uma política dinamarquesa do Partido Popular Dinamarquês.
Nasceu em 23 de fevereiro de 1947, em  Copenhaga, na Dinamarca. Foi líder do Partido Popular Dinamarquês em 1995-2012.
É Presidente do Parlamento da Dinamarca desde 3 de julho de 2015.
Pia Kjærsgaard é conhecida por ser contra o multiculturalismo, e por defender a imposição de restrições aos imigrantes e à imigração, assim como pelo seu apoio à terceira idade e pelo seu euroceticismo.